# Бельгийская литература
Бельгийская литература — литература Бельгии, главным образом франкоязычная и фламандская. В силу особенностей государственно-территориального формирования Бельгии её государственные границы не совпадают с границами культурных областей. Юг страны мало отличался в культурном отношении от севера Франции, а её северная часть — от территории нынешних Нидерландов.
Литературоведы предпочитают говорить о:
- Франкоязычной литературе Бельгии
- Нидерландоязычной литературе Бельгии или фламандской литературе
- Валлонской литературе
- Немецкоязычной литературе Бельгии, как части немецкой литературы.

Главным образом в мире известна бельгийская литература на французском языке, что соответствует общей эволюции страны. Два других языка — валлонский и западнофламандский, хотя и распространены в Бельгии, однако их литература не имеет мирового значения и в своём развитии сливается с историей: первая — французской, вторая — нидерландской литературы.

## На валлонском языке
Валлонская литература в эпоху формирования национальных европейских литератур не смогла развиться из-за явного доминирования близкой французской культуры. Валлонский язык превратился в местное наречие, распространенное лишь в заселённых собственно валлонами провинциях — Намюре, Льеже, Эно, Южном Брабанте и Люксембурге, а также в двух провинциях Франции — Северном департаменте Арденн и в окрестностях Мальмеди.
В период, предшествующий 1600 году, появились франкоязычные тексты с характерным валлонским диалектом. Использование региональных диалектов — феномен, наблюдающийся во французских текстах этого периода, перед унификацией и централизацией национальной литературы. Первые образцы литературы на валлонском диалекте XIV века — Li ver del Juïse и Li dialoge Gregoire lo Pape, XV века — Chronique de Floreffe.
От этого времени сохранились двуязычные рождественские песнопения, пасквили, диалоги о событиях эпохи, жалобы на неудачный брак, танцевальные песни и развлекательные проповеди, устного и шуточного характера.
От XVII века сохранились несколько жалоб на плохой брак, пара фривольных cramignon (народный танец льежцев), первая драма на валлонском Moralité (1623 год), выразительная ода в честь новоиспеченного доктора теологии. Этим периодом датируются и другие образцы первых литературных текстов на современном валлонском: язвительный антикальвинистский Sonnet lidjwès (1622 год), многочисленные популярные поэмы 1631—1636 сатирического характера и диалоги земледельцев Льежа, где критикуются военные нужды. В 1635 году появился Almanach de Liège (Льежский Альманах) Матвея Лансберга — первая публицистическая литература на валлонском. В общей сложности насчитывается около 400 текстов, большей частью анонимных.
От XVIII века осталось около 50 текстов революционной эпохи, все написаны восьмисложным метром, как песни, так и пасквили, излагающие детали стихом наполовину юмористическим, наполовину бурлесковым, выполненные на отдельных листах не для печати, а для пения или декламации. Предпринимались робкие попытки создать валлонский театр. К 1757 году состоялось четыре салонных театральных постановки на валлонском, среди них и Li voyadge de Tchaud-Fontaine каноника-аристократа Симона де Арлес фр. Simon de Harlez (1700—1782), опера-буфф, описывающая живописные типы без всякого лиризма. Кроме того, возникла труппа под говорящим именем Tèyate lïdwès, игравшая адаптированные Жаном-Жозефом Ансоном фр. Jean-Joseph Hanson (1731—1796/99) La Henriade travestie Фужере де Монброна и Лузиады Камоэнса (3750 восьмисложных стихотворений каждая).
Литература XVII—XVIII веков основывается на поэзии действий и обстоятельств, но по-прежнему исполнена сатирического духа, будь это политический памфлет 1684 года о проблемах демократии Льежа; радостное восхваление наоборот Плиниева источника в Тонгерене 1700 года, рождённое вдохновением юриста Ламберта де Рикмана, советника епископа; или мстительная инвектива, помещенная в рот бездельника, кармелита Мариана де Сент-Антуан. В общем, это говорит об активной работе, которая шла в устах народа, и которая велась обществои, которое культурно, осознанно и организованно обновляло диалектную традицию речи предков. Так, в 1787 году Шамбрезье из Льежа написал первый валлонско-французский словарь.
С образованием бельгийского королевства валлонская литература, имевшая свои периоды расцвета, связанные с периодами децентрализации Франции и усиления провинций, начинает вытесняться развивающейся бельгийской литературой на французском языке. С другой стороны, после затишья 1800—1830 годов на авансцену выходит ряд новых авторов из разных городов. Николя Босре (1799—1870) из Намюра, автор Li Bea Bouket (1851) и Cåbaret des Mintes (1834), сделал популярными песни Li pikete don djoû å viyaedje, Le sondje d’on blessî и Crimêye y Ene fiesse namurwesse. В Льеже появилась целая плеяда — Шарль дю Вивье де Стриль (1799—1863), Анри Форир (1784—1862), автор льежско-французского словаря (1820) и поэм Li ctapé manaedje (1836) и So les bassès scoles do vî tins, Франсуа Беллье (1817—1866), Шарль Веротт (1795—1870) с песней C’est l’café (1854) и Шарль Николя Симонон (Charles Nicolas Simonon, 1774—1847), открывший такие новые для валлонской литературы направления как патриотическая, вакхическая, сентиментальная песня, басня и рассказ, автор 36 sizains (поэм в шесть стихов), собранных в Li côparèye (1822). В Монсе этой эпохи Анри Дельмотт публикует Scènes populaires montoises (1834), вдохновившие аббата Шарля Летелье написать в 1842 году Essai de littérature montoise. В 1846 году он основывает Armonaque de Mons — один из первых валлонских альманахов, выходивший с 1846 по 1894 год.
Основывается в 1856 в Льеже «Льежское общество валлонской литературы», к которому примыкает организованный в 1872 «Льежский погребок» (Le caveau Liégeois) и театральный клуб «Lis Wallons».
Наиболее актиными деятелями валлонской литературы были Байё (Bailleux), валлонский драматург Дельшеф (Delchef) и Э. Рэмушампи (Remouchampi), известный своими фарсами. К этой группе примыкают поэты: Дори (Isidore Dori, 1833—1901), Анри Симон (H. Simon, 1856), Ж. Делет (Julien Delaite, 1868) и беллетрист Энэн (Henin, 1866).

## На нидерландском языке
Язык этот охватывает группу наречий нижнефранконских и смешанных франконско-фризских и франконско-нижнесаксонских (см. Германский язык и Нидерландский язык) и на территории Бельгии распространён во Фламандском регионе, примыкающем к Нидерландам. Фламандская лит-ра является бельгийской провинцией нидерландской лит-ры, к-рой она всецело поглощается. В 30-х гг. XIX в., в период государственного оформления Бельгии, в её фламандских провинциях началось движение в пользу уравнения нидерландского языка с французским. Вождём этого движения был Ян Франц Виллемс (Jan Franz Willems). С 1873 правительство было вынуждено признать равноправие нидерландского языка. В 1886 была учреждена фламандская Академия наук. Фламандские писатели — бельгийцы — пишут на нидерландском яз., слегка видоизменённом под влиянием местных говоров. Движение молодых писателей в пользу уравнения нидерландского яз. известно под названием «Об-ва сегодняшнего и завтрашнего дня» (Van Nu en Straks); беллетрист Стрёвелс (Streuvels) изображает в ярких красках жизнь фламандских крестьян и рабочих, Вермейлен (Vermeylen) в своём произведении «Вечный жид» даёт социально-философскую картину бедствий беспризорной фламандской интеллигенции, Бёйссе (Buysse) в реалистической форме описывает повседневную жизнь крестьян и батраков. К ним примыкают Карел ван де Вустейне (van de Voestyne), Тейрлинк (Teirlinck) и Туссен (Toussaint). Лозунг движению был дан Вермейленом: «станем фламандцами, чтобы стать европейцами». Никакой политической программы это движение фламандских поэтов не выставило, оно ополчалось лишь против академизма и ревнителей французского яз. Из поэтов, принимавших участие в этом движении, пользовались известностью: ван Нейлен (van Nylen), Кенис (Kenis), Баккелманс (Backelmans), Тиммерманс (Timmermans). Романист В. Элсхотт (W. Elschott) известен за пределами Бельгии, Вис Мунс (Wies Moens) пытался завоевать в своих произведениях симпатии католической этике и писал в мистических тонах о своеобразии фламандского искусства. Другой писатель, ван Остайен (van Ostayen), стремился выявить самостоятельность фламандской лит-ры, отправляясь от образцов фламандской живописи. Поэт Марникс Гейзен (Marnix Gysen) воспевал красоты фламандской земли и её прошлого. От мистического течения остались в стороне ван де Воде (v. de Voode), Р. Минн (R. Minn) и Руланте (Roelante), продолжающий отстаивать нидерландский язык как единственно законный для Бельгии.
После Второй мировой войны известности добился писавший на нидерландском романист Луи-Поль Боон.

## На французском языке
См. также Французская литература
Язык этот стал распространяться как в Валлонии, так и во Фландрии, начиная со средних веков, и к моменту образования Бельгийского королевства уже был языком господствующих классов, языком культуры и письменности.

### Первая половина XIX века
В 20-е годы XIX века под влиянием французских и английских романтиков начинается оживление литературной жизни. Было организовано несколько литературных обществ и литературных изданий. В критике обсуждалась необходимость литературной реформы, оспаривались классицистические правила.
Накануне революции стала популярной историческая тематика, прямо связанная с ростом патриотических настроений. Анри Моку (1803—1862) пишет труд «История Бельгии», романы «Морские гёзы», «Лесные гёзы» и другие произведения на исторические темы.
Революция 1830 года освободила Бельгию от власти голландских королей, из политических соображений пытавшихся насаждать литературу на нидерландском языке. С обретением независимости складывается общественно-литературное движение имеющее целью создание национальной бельгийской литературы. Преимущественное развитие находит литература именно на французском, государственном языке новообразованного королевства. Она воплощала собой в XIX веке идею единства Бельгии, на французском языке творили писатели как валлонского, так и фламандского происхождения. В 1834 году образуется «Национальное объединение», начинают выходить журналы подчеркнуто патриотической направленности. Ещё большее влияние приобретает романтизм, особенно французский, причем не только во франкоязычной, но и во фламандскоязычной литературе.
Бельгийская пресса делилась на два лагеря — либеральную и клерикальную. Поэты занимались версификацией, подражая французскому поэту Делиллю. Поэт Траппэ пародирует Вольтера и Делилля. Рауль клянётся Вергилием. Многочисленные идиллии и буколики воспевают прелести пастушеской жизни. Поэт этого жанра — Говен-Жозеф-Обюстен барон Стассар (р. в Малине в 1780). Его поэзия незначительна, но весьма характерна для эпохи. Помимо идиллий и поэм ложноклассического типа процветает официальная поэзия, темами которой служат победа при Ватерлоо, греческая революция, голландское владычество (поэмы Лебруссара и Лемейера).
Дальнейшее развитие бельгийской литературы знаменуется появлением романтической лирики. Шарль Потвен (Ch. Potvin, 1818—1902) — представитель этого рода поэзии, отражающий мелкобуржуазную психологию. Его романы «В семье» и «Родина» («En famille» и «Patrie») — подражание Виктору Гюго. Он не ограничился областью только поэзии, но выступал как историк бельгийской литературы и публицист, стремясь соединить академический классицизм с романтизмом. Влияния Гюго не скрывал и самый значительный из бельгийских романтиков — Андре-Мари Ван Гассельт. Голландец по рождению, начинавший писать по-голландски, он перешёл на французский язык и открыто провозгласил себя бельгийским писателем. Обладая большими знаниями в германской и романской филологии, он стремился оформить на французском языке мотивы германского эпоса, плодом чего были его «Баллады» и «Параболы».
Сборник стихотворений «Примулы» (1834 год) — пример романтической, в известной мере условной и книжной поэзии. Отвлеченному образу современности противопоставляются абстрактные мятежные порывы. Поэзия сборника лишена национальных черт, хотя Ван Гассельт и декларирует патриотические чувства.
В 1842 году Ван Гассельт написал большое стихотворение «Бельгия» — восторженную песнь, прославляющую героическое прошлое, которое показано залогом единства и преуспевания государства. Образ родины, тем не менее, однобок и условен. Бельгия стихотворения — олицетворение свободы, место жительства идеализированных героев.
В своей поэме «Четыре воплощения Христа» (Les Quatre Incarnations du Christ), символизирующей путь человечества, стремящегося к искуплению первородного греха, Ван Гассельт видит близость освобождения по признакам наступившего благоденствия Бельгии с её развивающейся промышленностью и торговлей.
Гуманизм Ван Гассельта был ограничен рамками его консервативно-романтических утопий. Но он был свободен от самого большого порока, характерного для бельгийской литературы, — от самодовольного мещанского национализма, от восторга перед сложившимся общественным укладом.
Романтик Ван Гассельт — интеллигент, тяготеющий к идеологии крупной буржуазии. Ван Гассельтом заканчивается эпоха подражательной литературы Бельгии.
Первая половина XIX века в истории бельгийской литературы — время поисков и проб. Развитие её сильно сковывала привычка равняться на французскую литературу. Доходной статьёй издательского дела была немедленная перепечатка и продажа по цене дешевле, чем во Франции, всех заметных произведений французской литературы. Перепечатки были запрещены законом лишь в 1852 году.
Бельгийские писатели в основном были консервативны. Демократическому направлению приходилось преодолевать давление консервативной идеологии правящих классов, спекулирующих лозунгами патриотизма и революции 1830 года, в которой они сыграли важную роль. В стране продолжали поддерживаться традиции средневекового корпоративизма. Принято было выдавать Бельгию за единый организм, за дружную семью во главе с монархом. Официальная идеология, именующая себя либеральной, отождествляла свободы с «порядком», патриотизм с верноподданничеством. Правящие классы заботились о том, чтобы национальная литература и дальше развивалась в русле официального национализма, под покровительством государства и монарха.
Обострение социально-политических противоречий, усиление демократического движения обусловило продвижение бельгийской литературы вперед, к её подлинным вершинам. Оно было нелегким, не быстрым, и стало фактом лишь после революции 1848 года.

### 50—60-е годы XIX века
50-е — 60-е годы XIX века были эпохой формирования бельгийской литературы. Романтические тенденции продолжали господствовать в бельгийской литературе вплоть до 70-х годов. Ряд франкоязычных (главным образом валлонских) литераторов так и не выходит за пределы воздействия французской традиции. Но именно конец 50-х и 60-е годы XIX века стали для бельгийской литературы тем рубежом, с которого утверждается её самостоятельность. В конце 1867 года бельгийская литература заявила о себе, как о литературе мирового уровня, выходом в свет переведённой на все европейские языки «Легенды об Уленшпигеле», третьей книге малоизвестного тогда журналиста и писателя Шарля де Костера.
Шарль де Костер, автор «Легенды об Уленшпигеле», посвятил работе над ней 10 лет, подробно изучая средневековье. Темой для «Легенды» послужило фламандское сказание о подвигах народного шута «Храбрая жизнь Тиля Уленшпигеля» (Het Aerding Leben Van Thyl Uylenspiegel), действительного исторического персонажа, жившего в 1-ю половину XIV века. Шарль де Костер перенёс его на два столетия позже и превратил во фламандского крестьянина, героя народных войн против королевского деспотизма. «Легенда» написана на стилизованном многочисленными архаизмами французском языке, в ней ярко изображена война крестьян с королями и церковниками. До настоящего времени «Легенда» сохранила своё художественное значение. Не оцененная бельгийцами-современниками «Легенда об Уленшпигеле» знаменовала собой переход бельгийской литературы от романтизма к реализму.
С 1850 стали появляться сентиментальные романы, посвящённые нравам мелкой буржуазии и разлагающегося дворянства. Так Эмиль Грейсон (Greyson) описывал упадок дворянских семейств под влиянием развивавшейся промышленной жизни («Oncle Célestin» и «Faas Schonck»), Эйжен Жан (Eug. Gens) восторгался красотой запущенных арденских замков («Chateau d’Heverle»), Эмиль Леклерк (E. Leclercq) повествовал о вечно возрождающейся жизни («Soeur Virginie»). Плодовитый и талантливый ван-Бемель мастерски стилизовал под откровенную автобиографию монаха «Аббатства де Вилье» своего «Dom Placide», Октав Пирмэ (Oc. Pirmez, 1832—1883) — писатель другого жанра. Это — мыслитель, скептик, находившийся под влиянием сочинений Монтеня и Паскаля, которого особенно ценил. В своих «опытах» («Jours de Solitude», 1869, «Heures de philosophie», 1873) он высмеивал мораль имущих и властных, отдавал приоритет чувству, утверждал, что «в созерцании природы и в изучении движения своего собственного сердца надо искать основу своих размышлений» и что «мир хочет, чтобы не изучали его, а только восхищались им». Пирмэ, мистический меланхолик, признавался, что любимыми и единственными его собеседниками являются «любовь и смерть». Он «избегает мыслить, ибо душа меняется от усилий мысли», а он хочет сохранить её нетленной, чистой, чтобы её не коснулась грубость современных нравов. Ретроспективные настроения Пирмэ являют все признаки упадочной психологии разложившегося дворянства, полного меланхолии и болезненной чувствительности, неясных видений прошлого.

### 70—80-е годы XIX века
До 1880 перечисленные писатели были единичными явлениями в бельгийской литературе. Литературный подъём в Бельгии начался собственно после прусской войны [1870], когда стали возникать один за другим литературные журналы и общества. В 1875 году основывается «Художник», затем «La Revue de Belgique» и «La revue générale», за ними появляются журналы: «Современное искусство» [1881], «Art moderne», во главе которого становится Эдмон Пикар (Edmond Picard, 1836—1913), блестящий адвокат, даровитый художественный критик и своеобразный романист («Le paradoxe sur l’avocat», «La forge Roussel», «L’Amiral»). «Молодая Бельгия» (фр. La Jeune Belgique, 1881 год) встала во главе нового литературного движения, собирая под свои знамёна все выдающиеся литературные силы, наконец «Новое общество» (La Société nouvelle) в конце 1884 года интересовалось главным образом социальными вопросами.
«Молодая Бельгия» образовалась вокруг журнала «Молодое обозрение» (фр. Revue jeune), руководимого Альбером Бованс, когда во главе этого органа стоял молодой поэт Морис Варломон, его псевдоним — Макс Валлер. Он избавил журнал от любителей и старых профессоров, широко раскрыв двери молодым писателям, объединённым задачей: «служить чистому искусству вне всякой политики при полной свободе творчества». Главное значение Валлера заключается в его организаторской деятельности, направленной к созданию и развитию литературной жизни Бельгии, в которую он втянул все талантливые силы, невзирая на их фламандское или валлонское происхождение. Лувенский и Брюссельский университеты выпустили к этому времени новое поколение молодёжи, воспитавшее в себе отвращение к «торгашеской жизни» буржуазии, к интригам и подвохам политиков, без стеснения приспособивших парламент для своих практических целей. Валлер направил свою критику против беспочвенности и вредности поэзии газетных литераторов, «любителей от литературы», продолжавших рисовать идиллические картины жизни. Вокруг него образовалось ядро новых поэтов, которые после его смерти продолжали руководить «Молодой Бельгией» (Альбер Жиро, Анри Мобель, Иван Жилькен, Валер Жиль). Помимо организационной и художественно-критической деятельности, Макс Валлер выступал как поэт (со сборником «La flûte à Siebel»), как беллетрист («L’Amour fantasque», «La vie bête», «Lysiambet et Lystas») и драматург (драмы «Poison» и «Jeanne Bijou»).
Крупной фигурой в литературе Бельгии 80-х годов XIX века является романист Камилл Лемонье. В своих многочисленных романах он выступает натуралистом, изображая быт и нравы различных классов бельгийского общества: разлагающуюся буржуазию, пожирающую жизнь рабочих; деревенских кулаков, доходящих до преступления из жажды денег; выродившихся помещиков, превратившихся в бредовые призраки; гибнущих от непосильной работы в шахтах рабочих; извращённых воспитанием молодых людей и чахнущих от скрытых болезней молодых девушек и т. п. Персонажи его романов нарисованы сочными красками. Лемонье сравнивают с Золя Он является ярким представителем радикальной мелкобуржуазной интеллигенции, протестующей против разрушительной работы крупного капитала, уничтожающего прежний уклад жизни, выбрасывающего на улицу, в ряды безработных и бездомных, мелких предпринимателей, рассеивающего их по лицу земли. Лемонье в романе «Ветрогон» (Le vent dans le moulin) идеализирует мелкое производство, где ремесленный труд может создать благоденствие общества и предохранить его от распада. Однако Лемонье чрезвычайно широко развёртывает своё художественное полотно, охватывая своим вниманием все слои буржуазного общества. Можно сказать, что он мыслил социологически, художественно изображая все отрицательные стороны буржуазного общества, где «жирные поедают тощих» («Les gras et les maigres»). Выход он видел в опрощении и в возвращении к первобытной простоте жизни («Adam et Ève», «Au coeur frais de la forêt»).
После него другой романист Жорж Экоут выступает со своими реалистическими романами, в которых протестует против капиталистической системы, сковывающей свободу человека. Почти во всех его романах действующие лица — парии общества. Автор всецело на стороне голодных, бродяг, бесправных и беспризорных, главным образом — крестьян, изгнанных капитализмом из деревень. Выхода из современного положения для него не существовало; над всем царит мрак, и против такого строя, называемого цивилизованным, нужно поднять новую войну титанов. Экоут — поэт деклассированного дворянства с обострённым индивидуализмом анархического типа. Тема Экоута — победоносное утверждение капиталистической культуры, господство отвергаемой автором городской цивилизации. Художник призывает к простоте отношений патриархальной деревни или идеализирует босяков — вольницу буржуазного города, не подчинившуюся его жизненному укладу.

### Рубеж XIX и XX веков
Процесс распада деревни под натиском капиталистического города особенно полно отразился в произведениях бельгийских поэтов. Деревни гибнут и впадают в безумие под гнётом «городов-осьминогов», протягивающих к ним свои щупальца, выжимающих из них последние соки. По дорогам бродят тени голодных людей, покинувших деревню и в голодном бреду поющих безумные песенки; об этом повествует в своём творчестве Эмиль Верхарн. Безнадёжной жалостью ко всему страдающему, любящему и живущему проникнуты романы Ораса Ван Оффеля («Заточенные»). Вся современная социальная жизнь представляется поэту Жилькену больницей, откуда несутся заразные испарения от страданий, где над всем нависла непроглядная ночь, прикрывающая все уродства и извращения человеческого сознания и чувства («Amour d’hôpital» и «Nuit»). В этом мире человек потерял чувствительность, к-рую сменило постоянное беспокойство, — на эту тему написал свой роман Эдмон Глезенер («Le coeur de François Remy»). В произведениях Юбера Кренса (Hubert Krains) изображается трагическая жизнь крестьянства, полная горечи и безнадёжности («Pain noir», «Amours rustiques»). Такою же горечью и меланхолией проникнуты произведения Эмиля ван-Аренберга (роман «Carillons») и Луи Делаттра (Delattre), описывающие жизнь бедняков, над к-рыми простирает покров свой смерть. Мрачные картины разрушающейся деревни рисует Жорж Вирес (Georges Virrès) в своих повестях о сгорбленном над землёй крестьянине под тяжестью мистического рока («Les gens de Tiest» и «L’inconnu tragique»). Грегуар Ле Руа (Le Roy) смотрит на действительность как на трагедию. Всюду царят гибель и смерть, от к-рой некуда укрыться бедняку, и ему остаётся только оплакивать прошлое («Chanson du pauvre»).
Окутанные туманом прошлого бродят у Жоржа Роденбаха, поэта «мёртвого Брюгге», тени одиноких людей, неприемлющих реального мира и ищущих мистической любви и неземного чувства под сводами старинного храма, под мелодическую музыку колоколов, вызывающую рои образов феодальной поры, легендами и сказаньями о к-рой полны драмы Мориса Метерлинка, в к-рых действующие лица — имматериализированы. Это — романтический индивидуализм, характерный для привилегированной интеллигенции, отвергающей повседневную действительность, к-рую крупная буржуазия замещает роскошью праздника, обостряющей рефлексы на окружающее, которые принимают то болезненный оттенок, то характер самоуглубления. Таким импрессионистическим поэтом является Анри Мобель (Henri Maubel), в пьесах которого и тема и действие заменены рядом психологических моментов, причём внешняя материальная жизнь остаётся статичной. Автор уходит от действительности, строит «свой внутренний город души», заменяя слова музыкой, вслушиваясь «в музыку бессознательного и в шёпот сознания». В воспоминания о прошлом погружается и беллетрист Бланш Руссо (Blanche Rousseau), описывая «пейзажи души», внутреннюю жизнь человека, напоминая фреску Пюви де Шаванна. Грубости и нравственному запустению буржуазного общества ван Лерберг противопоставляет радость первобытного состояния человечества, о к-ром он рассказывает в своих сказках («Chansons d’Ève»), и издевается над представителями буржуазного строя, власть имущими («Pan»). Едко смеётся над современным укладом жизни романист Шарль Мориссо (Morisseaux), избирая объектом своей насмешки военную среду («Histoire remarquable d’Anselme Ledoux, maréchal des logis»). Пессимистически воспринимает современную жизнь аристократ Арнольд Гоффен (Goffin) как царство торгашей и разбогатевших разбойников, от к-рых впадает в безумие живой человек («Journal d’André», «Maxime», «Le fou raisonnable»). Таким же пессимизмом и нервозностью отличаются драмы Густава ван-Зип (Gustave van Zype); в них он вскрывает путаницу противоречий буржуазного общества, отражающуюся на семье, на браке, на повседневной борьбе за существование из-за куска хлеба. В воспоминания уходит и романист Эжен Демольдер. Реалистические и яркие полотна посвящает он изображению нравов XVII в. («Route d’Émeraude», посвящённую Рембрандту) и XVIII в. («Le jardinier de Pompadour»). Морису Дезомбье (М. Desombieux) выход из мучительной повседневности представляется в кровавых схватках или страстных покаяниях на плитах храма («Vers l’espoir», «Minieu d’Aveneu» и драма «Amants de Taillemark»). Сподвижником Макса Валлера и Жилькена был поэт Фернанд Северен (F. Severin), отразивший на себе влияние Виньи, Верлена и Шелли. Он ищет забвения от страданий реальной жизни («Solitude heureuse») в уединении, в снах, подёрнутых туманом прошлого («Un chant dans l’ombre»), в к-рых реют скользящие, неосязаемые призраки. От грусти и тоски он бежит в природу и в её красотах, «чуждых материальным интересам», находит отзвук своим желаниям и смысл жизни. Его соратник Альбер Жиро (Albert Giraud), питая отвращение к современности, ничего уже не ждёт от «людей сегодняшнего дня», он свысока смотрит на «этот лживый век», к-рый «чужд ему, как Сфинкс» и от криков к-рого он плотно захлопывает свои двери, чтобы предаться переживаниям рыцарской эпохи битв и турниров, торжественных встреч победителей и восторгаться «благородными поступками освободителей несчастных от притеснений тиранов» («Hors du siècle») или делить в мечтах при луне горестную судьбу своего «двоюродного брата по луне — Пьеро», к-рому посвящает целый сборник («Pierrot-Lunaire»). Валер Жиль (Valère Gilles), охваченный бодлеровским пессимизмом («Coffret d’Ébène»), находит выход в чистой любви, пробуждаемой природой и весной («Le joli Mai»), в согласии с к-рой умели так красиво жить древние эллины («La Cithare»). Ряд поэтов, как Макс Эскамп (Elskamp), Томас Браун (Braun), Рамекер (Ramaekers), проповедуют спасение от мира сего в религии («Salutations» и «En symbole vers l’Apostolat» — первого, «Le livre des Bénédictions» — второго и «Chant des trois Mages» — третьего).

### Межвоенный период
После первой мировой войны 1914—1918 появляется ряд новых писателей: — Андре Байон (Baillon) свежо и ярко описывает жизнь и быт рабочей интеллигенции («Par fil spécial», «Histoire d’une Marie»); Франц Элленс, перед самой войной выпустивший роман «В мёртвом городе» (En ville morte), в котором описал безотрадную жизнь захолустья — Гента, ныне выступил с мятежным романом («Les Hors-le-Vent»); молодой романист, рано умерший Пьер Брудкуренс (Broodcoorens) дал в духе Лемонье и Экоута яркую картину пережитых мировых событий («Boule Carcasse»). Из молодых — Констан Бюрньо (Burniaux) в романе «Глупость» (Bêtise) с теплотой и состраданием отразил жизнь беспризорных. С большой силой и простотой пишет д’Орбэ (D. J. d’Orbaix) свои небольшие рассказы из повседневной жизни, как и оригинальный Гаммельрик (Hammelryckx). Близок пролетариату по своей идеологии Ж. С. Донгри (J. S. Dongrie), выпустивший в 1928 сборник стихов под названием «Поэмы труда» (Poèmes de Labeur), своеобразные по своей метрике, почти прозаические стихи о фабрике, машинах, ритмических движениях рабочих на работе, мастерски передающие нервный ритм производства и живые вздохи человеческих жизней. Идеология поэта — пролетарская, о чём свидетельствует его «Атеистическая поэма» и оды труду. Другой бельгиец — Жан Туссёль (Jean Tousseul) выступил во время войны с рассказами «Смерть маленькой Бланш», в которых обнаружил своё родство с произведениями Горького и Экоута. Пролетарской психологией проникнуты его «Камера № 158» (La Cellule 158) и «Серая деревня» (Le Village gris). Последний его сборник рассказов, вышедший в 1928, «Притча Францисканца» (La Parabole du Franciscain), посвящён жизни горных крестьян, их быту и живописным пейзажам. Автор знает психологию рабочего и умеет изобразить её яркими реалистическими красками.

## Бельгийская драма
Бельгийская драма нашла своего первого крупного представителя в лице Метерлинка; до него ничего выдающегося в этой области не может быть отмечено. Раньше образования группы «Jeune Belgique» почти не существовало вообще никаких бельгийских пьес, если не считать неизданных набросков де Костера и единственного драматического опыта Ван-Гасселя.